# Важник, Яков Яковлевич
Яков Яковлевич Важник (20 июня 1902 — 13 марта 1979) — советский партийный и государственный деятель.

## Биография
Родился 20 июля 1902 г. в Игуменском уезде Минской губернии Российской империи в семье крестьянина. По национальности белорус.
С марта 1911 г. по ноябрь 1915 г. работал пастухом у кулаков в п. Замостье и д. Клетное Игуменского уезда. Затем учился в народном училище в с. Омельно. В феврале-мае 1916 г. воспитанник детского приюта Земсоюза в Минске.
С июня 1916 г. санитар 12-го заразного госпиталя Земсоюза в Минске. В феврале-апреле 1918 г. переписчик 15-го головного эвакуационного пункта в г. Молодечно Минской губернии.
С апреля 1918 г. в Рабоче-крестьянской Красной армии санитар 3-го и 5-го санитарных поездов Курск-Москва. Участвовал в Гражданской войне в России с октября 1920 г. ротный писарь отряда особого назначения при Особом отделе 13-й армии в Керчи на Южном фронте. В феврале-апреле 1921 г. ротный писарь отряда особого назначения при Особом отделе Харьковского военного округа.
Демобилизован в мае 1921 г., после чего находился на сельскохозяйственных работах в хозяйстве брата.
С ноября 1924 г. секретарь Ворошиловского сельсовета Минского округа. В 1925 году вступил в комсомол. С февраля 1926 г. ответственный секретарь Пуховичского районного исполнительного комитета. С января 1927 года кандидат в члены ВКП(б), а с января 1929 г. член коммунистической партии. С апреля 1929 г. заведующий районным земельным отделом в п. Марьина Горка.
В мае-июле 1930 г. инструктор Минского окружного исполнительного комитета. С августа 1930 г. ответственный секретарь Березинского районного исполкома, с августа 1931 г. заведующий культурно-просветительским отделом Березинского районного комитета КП(б)Б.
С октября 1932 г. студент трехгодичного отделения Минской Высшей сельскохозяйственной школы.
С сентября 1935 г. слушатель аграрного Института Красной Профессуры.
В феврале-мае 1938 года — ответственный организатор организационно-партийного отдела ЦК ВКП(б).
С мая 1938 г. заведующий организационно-партийным отделом Центрального комитета КП(б)Казахстана. С 17 июня 1939 г. секретарь по кадрам, а с 19 июня 1940 г. секретарь по пропаганде ЦК КП(б)Казахстана.
Был делегатом XVIII съезда ВКП(б), который проходил в Москве 10—21 марта 1939 года.
С начале Великой Отечественной войны отозван в Москву и назначен начальником отдела кадров Главного управления гидрометеослужбы РККА народного комиссариата обороны СССР, с присвоение ему звания старший батальонный комиссар. В 1941 году был слушателем Высших курсов усовершенствования политического состава РККА. В связи с отменой института военных комиссаров и введения единоначалия в Красной армии в 1942 году переаттестован в подполковника.
После войны с декабря 1945 года — заведующий сектором Управления кадров ЦК ВКП(б). С сентября 1947 года — заместитель заведующего Отделом Управления кадров ЦК ВКП(б). С сентября 1948 г. заместитель заведующего сектором Отдела внешних сношений ЦК ВКП(б), Внешнеполитической комиссии ЦК ВКП(б), Комиссии ЦК КПСС по связям с иностранными компартиями. С мая 1953 г. референт Отдела ЦК КПСС по связям с иностранными коммунистическими партиями (Международного отдела ЦК КПСС по связям с компартиями капиталистических стран).
С сентября 1959 года — персональный пенсионер союзного значения.
Умер в Москве 13 марта 1979 г.

## Награды
Орден Трудового Красного Знамени (15.02.1939) — за выдающиеся успехи в сельском хозяйстве, в особенности в области развития животноводства, и перевыполнение плана по зерну Казахской ССР;
Орден Красной звезды (19.06.1943), медали «За оборону Москвы» (16.08.1944), «За победу над Германией в Великой Отечественной войне 1941—1945 гг.» (08.08.1945) и другие.